# Руські (Істобенське сільське поселення)
Ру́ські (рос. Русские) — присілок у складі Орічівського району Кіровської області, Росія. Входить до складу Істобенського сільського поселення.
Населення становить 5 осіб (2010, 4 у 2002).
Національний склад станом на 2002 рік — росіяни 100 %.